# Ива росистая
И́ва роси́стая, или шелюга сибирская (лат. Salix rorida) — вид цветковых растений из рода Ива (Salix) семейства Ивовые (Salicaceae).

## Распространение и экология
В природе ареал вида охватывает азиатскую часть России, Китай (провинции Хэйлунцзян, Гирин и Ляонин) и Японию.
Растёт по песчаным и галечным отложениям вдоль рек и ручьев. Насаждения не образует, встречается одиночными экземплярами или небольшими группами. Высоко в горы не поднимается, нигде не приближается в верхней границе леса, отмечена на Сахалине на высоте 400 м над ур. м., на Сихотэ-Алине — на высоте 900—1000 м, в Туве — 1200 м.
Включена в Красную книгу Чукотского автономного округа (2008).

## Ботаническое описание
Дерево высотой 8—15 м с диаметром ствола до 1, реже 2 м. Кора продольно-глубоко-потрескавшаяся, отпадает пластами, с внутренней стороны жёлтая. Ветви тонкие, розговидные, тёмно-бурые, гладкие, с сизым налётом или красновато-желтоватые без налёта.
Прилистники косо-яйцевидные или почковидные, по краю железисто-зубчатые, длиной около 0,4—0,8 см. Листья ланцетные, заострённые, длиной до 10—12 см, шириной 0,7—3,2 см, по краю равномерно-железисто-пильчатые, сверху тёмно-зелёные, лоснящиеся, снизу сизые; молодые листья голые или вначале покрытые исчезающим пушком. Черешки длиной до 0,8 см.
Серёжки цилиндрические, густоцветковые, часто изогнутые, сидячие, в основании с листовидными прицветниками, мужские длиной 1,5—3,5 см, шириной 1,8—2 см, женские длиной 3—4 см и шириной 1—1,5 см. Прицветные чешуи сверху почти чёрные, с обеих сторон волосисто-бородатые, длиной до 3—4 мм; у мужских серёжек обратнояйцевидные, заострённые, сверху часто двуостроконечные, цельнокрайные или железистые; у женских — продолговатые, острые, по краю железисто-зазубренные. Тычинки в числе двух, длиной до 7—8,5 мм, с свободными голыми нитями, яйцевидными, жёлтыми пыльниками и одиночным, внутренним, продолговатым или почти квадратным нектарником длиной около 0,6—0,7 мм. Завязь длиной 2—3 мм, яйцевидно-коническая, голая, зелёная; столбик удлинённый, длиной около 1—2 мм; рыльца продолговато-линейные, прямостоячие или расходящиеся, жёлтые.
Плод — коробочка длиной до 4—6 мм.
Цветение в мае, до распускания листьев. Плодоношение в июне.

## Химический состав
В листьях собранных в августе содержалось (от абс. сух. вещ. в проц.): золы 7,5, протеина 17,3, жира 4,6, клетчатки 15,6, БЭВ 55,0. Осенью количество протеина и жира уменьшилось, а количество клетчатки и БЭВ увеличилось.

## Значение и применение
Ценный весенний медонос и пыльценос. Продуктивность нектара 100 цветками в условиях юга Дальнего Востока — 18,0—31,0 мг. В теплые солнечные дни посещается пчёлами с утра до вечера. В разгар цветения в теплые дни контрольная семья показывает прибыль 2 кг и более мёда в день.
Поедается крупным рогатым скотом, лошадьми. Весной отмечено массовое поедание изюбрями (Cervus elaphus xanthopygus (H. Milne-Edwards), алтайским маралом (Cervus elaphus sibiricus Severtzov). Кора содержит 6,5 % танинов.
В Якутии важное кормовое растение в рационе европейского лося (Alces alces Linnaeus).

## Таксономия
Вид Ива росистая входит в род Ива (Salix) семейства Ивовые (Salicaceae) порядка Мальпигиецветные (Malpighiales).
|  |                                      |  |                                                             |                                                             |                  |  | ещё 36 семейств (согласно Системе APG II) | ещё 36 семейств (согласно Системе APG II) |                    |  |  |  | ещё более 500 видов |
|  |                                      |  |                                                             |                                                             |                  |  | ещё 36 семейств (согласно Системе APG II) | ещё 36 семейств (согласно Системе APG II) |                    |  |  |  | ещё более 500 видов |
|  |                                      |  |                                                             | порядок Мальпигиецветные                                    |                  |  |                                           |                                           | род Ива            |  |  |  |                     |
|  |                                      |  |                                                             | порядок Мальпигиецветные                                    |                  |  |                                           |                                           | род Ива            |  |  |  |                     |
|  | отдел Цветковые, или Покрытосеменные |  |                                                             |                                                             | семейство Ивовые |  |                                           |                                           | вид Ива росистая   |  |  |  |                     |
|  | отдел Цветковые, или Покрытосеменные |  |                                                             |                                                             | семейство Ивовые |  |                                           |                                           |                    |  |  |  |                     |
|  |                                      |  | ещё 44 порядка цветковых растений (согласно Системе APG II) | ещё 44 порядка цветковых растений (согласно Системе APG II) |                  |  |                                           | ещё около 57 родов                        | ещё около 57 родов |  |  |  |                     |
|  |                                      |  |                                                             | ещё 44 порядка цветковых растений (согласно Системе APG II) |                  |  |                                           |                                           | ещё около 57 родов |  |  |  |                     |